# Antraknóza rybízu

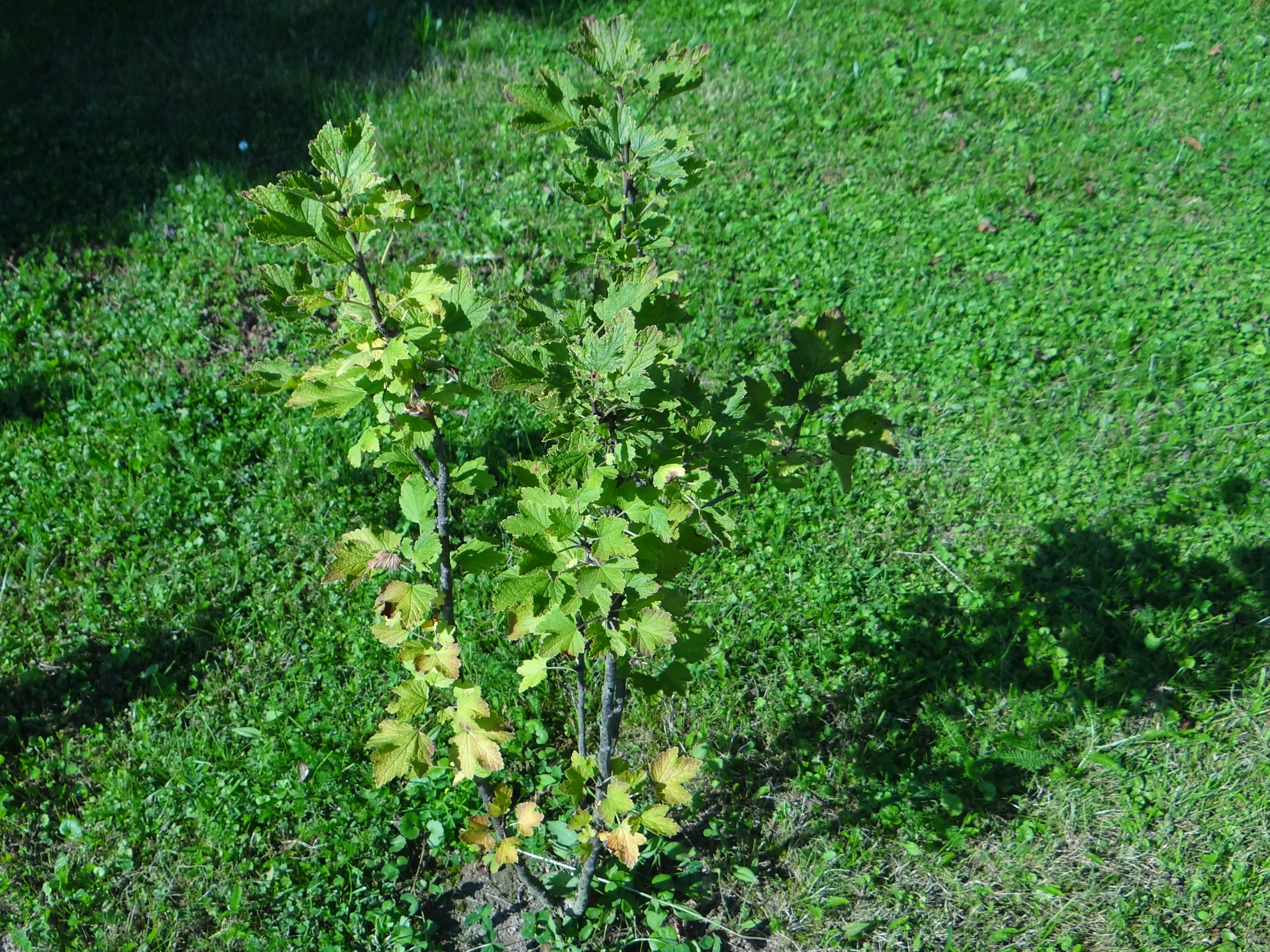
postižená rostlina

Antraknóza rybízu je houbová choroba rostlin rovněž nazývaná pakustřebka rybízová. Je způsobená houbou Drepanopeziza ribis, napadající především rod meruzalka (Ribes) včetně okrasných druhů (Ribes alpinum, Ribes sanquineum), ale i křížence ( např. jostu) a z významných druhů tohoto rodu také srstky. Choroba může způsobit vážné škody, ovšem různé kultivary rybízu jsou různě intenzivně napadány. Některé dostupné zdroje popisují, že k choroba se vyskytuje nejčastěji u červeného rybízu. Většina v současné době pěstovaných odrůd rybízu je k antraknóze odolná. Antraknóza rybízu může způsobit opad listů během vegetace a pokles nebo zničenou sklizeň.
Choroba se vyskytuje hlavně ve vlhkých letech.

## Příznaky
Od konce jara se vyskytují na listových čepelích zřejmé příznaky. Ačkoliv bývají napadány i listové řapíky, letorosty a stopky květů a plodů nejčastěji symptomy nákazy lze najít na listech. Listy bývají posety žlutozelenými 1 až 3 mm velké skvrnami. Tkáň se skvrnami během léta odumírá. Skvrny lze ovšem již od počátku snadno pozorovat, protože symptomatická tkáň je ostře ohraničena světlezeleným okrajem.  množství skvrn se postupem vegetace zvyšuje. Silněji napadené listy, u nichž dochází k spojování skvrn, pak žloutnou, hnědnou, opadávají a nezřídka dochází k úplné defoliaci,  což může ovlivnit mrazuvzdornost celé rostliny. Na napadené rostlině obvykle plody špatně zrají.

## Vývojový cyklus
Na jaře, v plodnicích, během období kvetení rybízu, zrají askospory, které přezimovaly v opadaných listech a v pupenech. Na listech se projeví symptomy, hnědé až načernalé skvrny. Během vegetace se onemocnění dále rozšiřuje konidiemi.

## Ochrana rostlin

### Prevence
Likvidace (spálení) spadaného listí. Výsadba na vhodné vzdušné stanoviště s dostatečným sponem.

### Chemická ochrana
První ošetření se doporučuje před květem, další jedno až dvě ošetření (podle nebezpečí šíření a zejména průběhu počasí) pak po odkvětu v intervalech 1 až 2 týdny. Za trvale suchého počasí neošetřovat. 

#### Doporučené přípravky
Podle agromanual.cz
- Dithane DG Neotec
- DITHANE M 45
- NOVOZIR MN 80 NEW

Tyto přípravky jsou současně účinné i proti septoriové skvrnitosti rybízu. Podle atlasu chorob by měl být účinný postřik
- Kuprikol (0.75%)